# Luís Magalhães Correia
Luís António de Magalhães Correia CvTE • GCC • GCA • GOIC (Lisboa, 30 de junho de 1873 — Lisboa, 29 de setembro de 1960), por vezes com o nome grafado Magalhães Corrêa, foi um oficial general da Armada Portuguesa, vice-almirante a partir de 1937, que se destacou como administrador colonial e ministro. Foi Cavaleiro da Ordem Militar da Torre e Espada, do Valor, Lealdade e Mérito, governador de Macau e depois Ministro da Marinha (1928-1930) e Ministro dos Negócios Estrangeiros (interino). Foi ainda administrador da Zona Internacional de Tânger (1945-1948).

## Biografia
Nascido em Lisboa, frequentou o Real Colégio Militar, tendo assentando praça no Exército Português, como voluntário, no ano de 1887, quando tinha apenas 14 anos de idade. Transferiu-se para a Armada, frequentando o curso de Marinha da Escola Naval, onde foi o 1.º classificado do seu curso. Terminado o curso, a 19 de Maio de 1891, com 18 anos de idade, foi promovido a guarda-marinha, iniciando a sua carreira naval.
Depois de um embarque inicial na fragata D. Fernando e Glória, foi transferido para a canhoneira Diu, ao tempo comandada pelo capitão-tenente Manuel de Azevedo Gomes e afecta às forças navais colocadas no Extremo Oriente. Em 1893, com o posto de segundo-tenente integrava a guarnição daquele navio quando ocorreram as sublevações em Timor. O navio, que estava em Macau, foi enviado a toda a velocidade para Timor, tendo participado no bombardeamento de Maubara, ocorrido a 21 de junho daquele ano de 1893. O seu comportamento naquela missão, integrada na subjugação da revolta de Maubara, foi considerado heróico, tendo-lhe merecido o grau de Cavaleiro da Ordem Militar da Torre e Espada, do Valor, Lealdade e Mérito por decreto de 3 de novembro de 1893.
Nomeado capitão dos portos de Moçambique, em 1897 foi promovido a primeiro-tenente, passando a comandar a Esquadrilha de Gaza da então Divisão Naval do Índico. Nesse período foi nomeado governador do Distrito de Manica e Sofala, em Moçambique.
Durante a sua passagem pela Divisão Naval do Índico, para além da canhoneira Diu, embarcou na canhoneira Faro, nas lanchas Capelo e Serpa Pinto, no transporte Índia e no couraçado Vasco da Gama.
Regressado a Lisboa, a 1 de julho de 1907 foi nomeado ajudante-de-campo do Ministro da Marinha. Passando a instrutor de torpedos, em 1910 foi enviado a Livorno, na Itália, para participar nas experiências de mar do submarino Espadarte, ali construído e nesse ano entregue à Armada Portuguesa.
Colocado novamente em Macau, comandou a canhoneira Pátria em Macau e em comissões na Índia Portuguesa e Timor. Foi capitão do porto e chefe dos Serviços de Marinha de Macau. Com o posto de capitão-tenente, foi encarregado do governo e depois Governador de Macau nos anos de 1922 e 1923, por nomeação de António Maria da Silva, que ao tempo presidia ao 35.º Governo da República, sendo Ministro das Colónias o almirante Alfredo Rodrigues Gaspar. O período em que governou Macau foi particularmente difícil devido à forte influência bolchevique que se sentia no sul da China, de que resultaram alguns ataques armados.
Em 1923 foi promovido a capitão-de-fragata, tendo comandado os torpedeiros Mineiro e Fulminante, os contra-torpedeiros Tejo e Tâmega e o cruzador Vasco da Gama.
Em 1926 Magalhães Correia foi nomeado representante das colónias do Oriente no Conselho do Comércio Exterior de Portugal, exercendo as funções de Director dos Depósitos de Marinha e de Chefe do Estado Maior Naval.
Apoiou o Golpe de 28 de Maio de 1926 e em 1929 foi convidado a integrar, como Ministro da Marinha, o 6.º Governo da Ditadura, presidido por Artur Ivens Ferraz. Exerceu essas funções de 8 de julho de 1929 a 21 de janeiro de 1930. Como Ministro da Marinha coube-lhe receber, a 6 de outubro de 1929, o navio balizador NRP Almirante Schultz.
Durante a sua passagem pelo governo de Artur Ivens Ferraz, coube-lhe acompanhar, a 17 de outubro de 1929 a visita oficial a Espanha do Presidente da República Portuguesa, general Óscar Carmona, sendo para isso nomeado Ministro dos Negócios Estrangeiros interino, cargo que exerceu por apenas 10 dias, aparentemente por renúncia à viagem do titular da pasta, o capitão-de-mar-e-guerra Jaime da Fonseca Monteiro.
Quando Artur Ivens Ferraz foi substituído no cargo de Presidente do Ministério pelo general Domingos Oliveira, Magalhães Correia permaneceu como Ministro da Marinha do 7.º governo da Ditadura, cargo que exerceu de 21 de janeiro de 1930 a 5 de julho de 1932. Durante este período exerceu por diversas vezes as funções de Ministro do Negócios Estrangeiros interino, em substituição do titular, o capitão-de-mar-e-guerra Fernando Branco. Em 1930 foi promovido a contra-almirante.
Logo no seu primeiro mandato como Ministro da Marinha iniciou o planeamento de um programa de reestruturação e reequipamento da Marinha de Guerra Portuguesa, plano que viria a ser conhecido como o Programa Naval Português, cuja execução foi iniciado em 1931. Foi o maior e melhor concebido plano de rearmamento naval português do século XX, tendo marcado de forma determinante a Armada até ao último quartel do século.
Também durante a sua passagem pelo governo ocorreram algumas tentativas reviralhistas, resultado da instabilidade política que se vivia em Portugal. Para a primeira delas, entre outras causas próximas, esteve a comemoração do aniversário do regime saído do golpe militar de 28 de Maio de 1926, realizada no Arsenal a 28 de Maio de 1930. Nesse dia, Magalhães Correia anunciou o novo plano de construções navais, o qual implicava a reorganização da Armada e a redefinição do seu papel no futuro. Na cerimónia participou o Ministro das Finanças de então, Oliveira Salazar, que encerrou as comemorações com um violento discurso, que agitou a oposição militar ao regime e deu lugar à intentona de 21 de Junho de 1930, uma tentativa de golpe militar planeada para aquele dia mas que foi descoberta ainda na fase de planeamento. O resultado foi uma vaga de prisões a 17 de Junho em que foram presos muitos dos líderes da oposição ao regime, tendo sido deportados para os Açores de alguns dos implicados no processo.
Contudo, o maior desafio enfrentado pelo governo, e um dos acontecimentos mais notáveis do período em que foi ministro, foi a Revolta da Madeira, um levantamento militar contra o governo da Ditadura Nacional que se iniciou na ilha da Madeira, na madrugada de 4 de abril de 1931, e depois se alargou aos Açores, à Guiné Portuguesa e, embora de forma mais mitigada, a outras colónias. Perante a proclamação da República da Atlântida e a possível intervenção britânica na Madeira, a 21 de Abril parte de Lisboa uma força naval comandada pelo próprio Ministro da Marinha, contra-almirante Magalhães Correia, que seguia embarcado no cruzador Vasco da Gama. Bombardearam as posições rebeldes do Funchal com as peças do navio e executaram alguns ataques com hidroaviões, tendo os rebeldes capitulado, sem condições a 2 de Maio. Entretanto, a 8 de maio chegava ao porto do Funchal o cruzador HMS London para proteger e recolher a comunidade britânica. Os revoltosos da Guiné e dos Açores também se renderam sem condições, sendo o resultado considerado uma vitória pessoal de Magalhães Correia.
Em resultado da vitória, a 18 de junho a maioria dos oficiais da Marinha prestou homenagem ao seu Ministro, numa cerimónia que teve a presença do Presidente do Conselho, Domingos Oliveira.
Novo desafio surgiu com a revolta de 26 de agosto de 1931, protagonizada pelo Regimento de Caçadores n.º 7 e liderada por Dias Antunes, Hélder Ribeiro, Sarmento Beires, Utra Machado e Agatão Lança. A revolta foi esmagada, mas custou cerca de 40 mortos e 200 feridos, tendo os principais líderes sido deportados para Timor.
A passagem de Magalhães Correia pelo governo termina em 1932, quando Oliveira Salazar resolve trocar o Ministério das Finanças pela lugar de Presidente do Conselho. Perante a pretensão, o Presidente da República, Óscar Carmona, resolveu sondar as chefias militares, tendo a chefias da Marinha considerado excelente papel de Oliveira Salazar nas Finanças, mas comunicou que não concordava com a promoção proposta. Esta resposta, colhida pelo almirante Mariano da Silva, Major General da Armada, foi transmitida ao Ministro Magalhães Correia, que a comunicou ao Presidente da República. Quando Oliveira Salazar foi convidado a formar governo, Magalhães Correia, apesar do seu grande prestígio no momento, não pôde aceitar a continuação do cargo de Ministro na nova equipa governativa. Terminava assim a sua carreira política. Como legado deixou o seu plano de reorganização da Armada, o qual foi seguido pelo seu sucessor, o almirante Aníbal de Mesquita Guimarães.
Em 1937 foi promovido a vice-almirante. Terminada a sua carreira naval, foi nomeado administrador da Zona Internacional de Tânger no período de 1945 a 1948. Posteriormente foi administrador da Companhia de Moçambique.
O almirante Magalhães Correia faleceu em Lisboa a 29 de setembro de 1960, aos 87 anos de idade.
Entre outras condecorações, foi feito Cavaleiro da Ordem Militar da Torre e Espada, do Valor, Lealdade e Mérito a 3 de Outubro de 1913, a 27 de Novembro de 1930 foi agraciado com a Grã-Cruz da Ordem Militar de Cristo, a 5 de Outubro de 1932 foi agraciado com a Grã-Cruz da Ordem Militar de Avis e a 8 de Dezembro de 1939 foi feito Grande-Oficial da Ordem do Império Colonial.
Considerado um dos mais distintos oficiais da Marinha de Guerra Portuguesa do seu tempo, foi escolhido para patrono de uma das fragatas da Classe Almirante Pereira da Silva (adaptada da Classe Dealey norte-americana) construídas por Portugal, o NRP Almirante Magalhães Correia, número de amura F474, de 1968, o 3.º e último navio daquela classe a ser aumentado ao efectivo da Armada. A toponímia da cidade de Macau regista a sua passagem por aquele território com uma avenida e uma estrada com o seu nome, a primeira na zona da Areia Preta e a segunda na ilha da Taipa.